# Erycia scutellata
Erycia scutellata là một loài ruồi trong họ Tachinidae.